# Boolathana spiralis
Boolathana spiralis là một loài nhện trong họ Trochanteriidae. Loài này phân bố ở Tây Úc.